# Блідарі (Марамуреш)
Блідарі (рум. Blidari) — село у повіті Марамуреш в Румунії. Адміністративно підпорядковане місту Бая-Маре.
Село розташоване на відстані 417 км на північний захід від Бухареста, 12 км на північ від Бая-Маре, 111 км на північ від Клуж-Напоки.

## Населення
За даними перепису населення 2002 року у селі проживали 184 особи, з них 181 особа (98,4%) румунів. Усі жителі села рідною мовою назвали румунську.